# مسييه 36

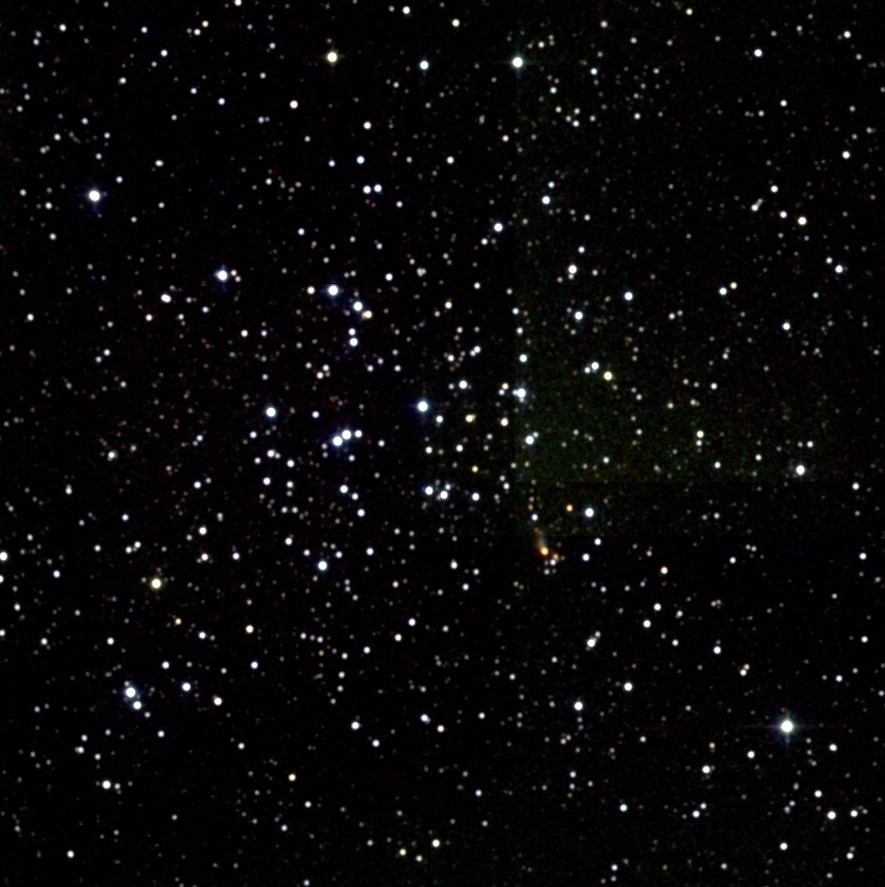

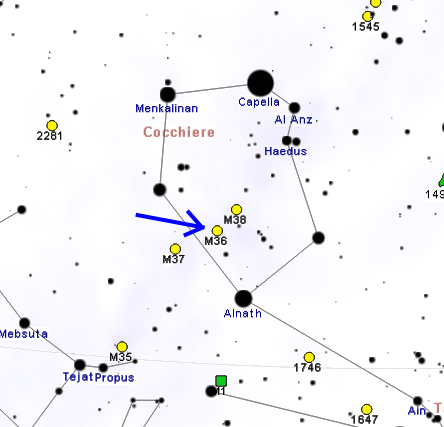
Map

م36 أو مسييه 36 (بالإنجليزية: Messier 36أو M36أو NGC 1960) هو تجمع نجمي مفتوح يوجد في كوكبة ممسك الأعنة Auriga c. اكتشفة جيوفاني هوديرنا قبل عام 1654 وهو يبعد عن الأرض نحو 4,100 سنة ضوئية (بالمقارنة يبلغ قطر المجرة درب التبانة 150,000 سنه ضوئية). يتكون مسييه 36  من نحو 60 نجم ويبلغ قطره نحو 14 سنة ضوئية، وهو يشبه إلى حد كبير تجمع مسييه 45.

## اقرأ أيضا
- علم الفلك للأشعة السينية
- كويكبات
- منطقة هيدروجين II
- نجم
- مجرة
- قزم أبيض
- عملاق أحمر
- الانفجار العظيم
- خط زمني للانفجار العظيم
- نجم نيوتروني
- ثقب أسود

## وصلات خارجية
- موقع الكون في الإنترنت